# Sadeq Larijani
Sadeq Ardeshir Larijani (en persan : صادق اردشیر لاریجانی), né le 12 mars 1961 à Nadjaf, plus connu sous le nom de Amoli Larijani (en persan : آملی لاریجانی), est un religieux iranien, conservateur politique, cinquième chef du système judiciaire iranien après la révolution de 1979, et président du Conseil de discernement de l'intérêt supérieur du régime.

## Biographie

### Jeunesse et formation
Sadeq Larijani est né en 1961 (ou 1339 selon le calendrier persan) à Nadjaf, en Irak. Son père, l'ayatollah Mirza Hashem Amoli était un mujtahid éminent, qui s'était établi à Nadjaf après avoir été condamné à l'exil par Mohammad Reza Pahlavi. En 1979, après la révolution iranienne, la famille revient en Iran. Larijani découvre alors enfant à la fois la religion et les sciences modernes. Après le lycée, il entre au séminaire de Qom entre 1977 et 1989, à la suite desquelles il commence à enseigner à la fois au sein du séminaire et de l'université. Il intègre l'université de Qom et enseigne la théologie et la philosophie comparée.
Sadeq Larijani est le frère de Ali Larijani, président jusqu'en mai 2020 du Majlis, l'assemblée consultative islamique d'Iran, de Mohammad Javad Larijani, actuellement conseiller auprès de l'ayatollah Ali Khamenei pour les affaires étrangères, de Bagher Larijani, docteur endocrinologue et directeur général de l'Endocrinology and Metabolism Research Institute à Téhéran et enfin de Fazel Larijani (diplomate),.

### Carrière
Sadeq Larijani est élu membre de l'Assemblée des experts, en 1998 en tant que représentant de la province de Mazandéran. En 2001, il est nommé membre du conseil des gardiens de la Constitution par l'ayatollah Khamenei, position qu'il occupe jusqu'en 2009.
En 2009, il est nommé chef du système judiciaire iranien.
Début 2019, il est nommé président du Conseil de discernement de l'intérêt supérieur du régime par le guide suprême Khamenei en remplacement de Mahmoud Hashemi Shahroudi, décédé le 24 décembre 2018. Il est à la même occasion à nouveau nommé au sein du conseil des gardiens.
Le 3 mars 2019, Ebrahim Raïssi est nommé par Khamenei pour succéder à Larijani au poste de chef du système judiciaire. Il prend ses fonctions le 8 mars 2019.
Le 3 septembre 2021, il quitte ses fonctions au sein du conseil des gardiens.

## Controverses et positions
Larijani est un critique du président de la République islamique Mohammad Khatami et de ses réformes. En mars 1998, il publie un article dans le quotidien Sobh critiquant l'appel de Khatami en faveur d'une société civile islamique et de la théorie politique d'Abdolkarim Soroush défendant un système politique qui serait neutre en matière religieuse. Il y affirme :
« Nous défendons une société basée sur l'esprit de l'Islam et la foi religieuse, au sein de laquelle les valeurs religieuses et islamique sont diffusées, où les injonctions coraniques et les enseignements du prophète de l'Islam et des Imams sont appliqués. Ce sera une société dans laquelle le sentiment de soumission à Dieu Tout Puissant sera visible partout, et où le peuple n'exigera pas de droits de Dieu, mais sera conscient de ses obligations envers Dieu ».
 En 2009, il condamne les manifestants et ceux qui expriment des doutes sur les résultats de l'élection présidentielle, qualifiant le mouvement d'« illégal » et les doutes « sans fondement ».
En 2015, il affirme qu'il est illégal pour l'Assemblée des experts de contrôler le guide suprême Ali Khamenei.

## Sanctions
Dans le Journal officiel de l'Union européenne du 23 mai 2012, Larijani est placé sur la liste des sanctions de l'Union européenne, empêchant toute transaction avec un pays de celle-ci et gelant ses avoirs financiers. Le texte précise que le chef du système judiciaire doit signer l'ensemble des punitions à la suite d'une condamnation, incluant les peines capitales, la flagellation et les amputations. Larijani est donc inclus sur la liste du fait que :
« Il a personnellement validé de nombreuses condamnations à mort, contraires aux standards internationaux en vigueur, incluant des lapidations (16 personnes font actuellement l'objet d'une condamnation à la lapidation), pendaisons, exécutions d'adolescents et exécutions publiques par pendaison à un pont devant un public de centaines de personnes. [...] Les exécutions ont aussi fortement augmenté depuis 2009 ».
En janvier 2018, les États-Unis annoncent mettre en place des sanctions pour violation des droits de l'homme et censure. Dans la foulée, l'Iran menace les États-Unis de sanctions sévères et nie les accusations.